# Tormento (instrumento musical)
El tormento es un instrumento musical idiófono de percusión típico de Chile, de golpe directo. Es tocado por los campesinos huasos para acompañar cuecas, tonadas y danzas campesinas de la zona central y del norte chico.
Es una mesilla portátil con cuatro patas plegables. Tiene doble cubierta y entre ambas, en su interior, varias corridas de tapas metálicas de bebidas. Las hay con una cubierta de lata y otra de tablitas sueltas, pero siempre con las tapitas. Se toca con los dedos, con dedales o simplemente con las manos. Otra variante es una caja que se coloca sobre las rodillas y, finalmente, una caja que se porta con una correa desde el cuello, que permite percutirla de pie.
El tormento de salón fue introducido en Chile en la época de La Colonia. Era una cajita de 30 centímetros de longitud por unos 20 centímetros de ancho y de 10 a 15 centímetros de altura, con cuatro patas plegables. Su cubierta superior estaba formada por una serie de tablitas sueltas engranadas en una especie de pestaña para que no se salieran. Para permitir una mayor sonoridad, no tenía cubierta inferior. En su interior tenía adosada una especie de sonajas de metal y se percutía encima de la cubierta con un palillo baqueta.
El tormento actual, usado en chinganas y ramadas, es de mayor tamaño. Mide entre 50 y 60 centímetros de longitud por unos 35 a 45 centímetros de ancho.
- Datos: Q6149226